# Kammel
La Kammel, nel suo corso superiore (fino a Krumbach) detta anche Kammlach, è un fiume tedesco lungo poco più di 57 chilometri; è un affluente della Mindel e quindi, indirettamente, del Danubio.

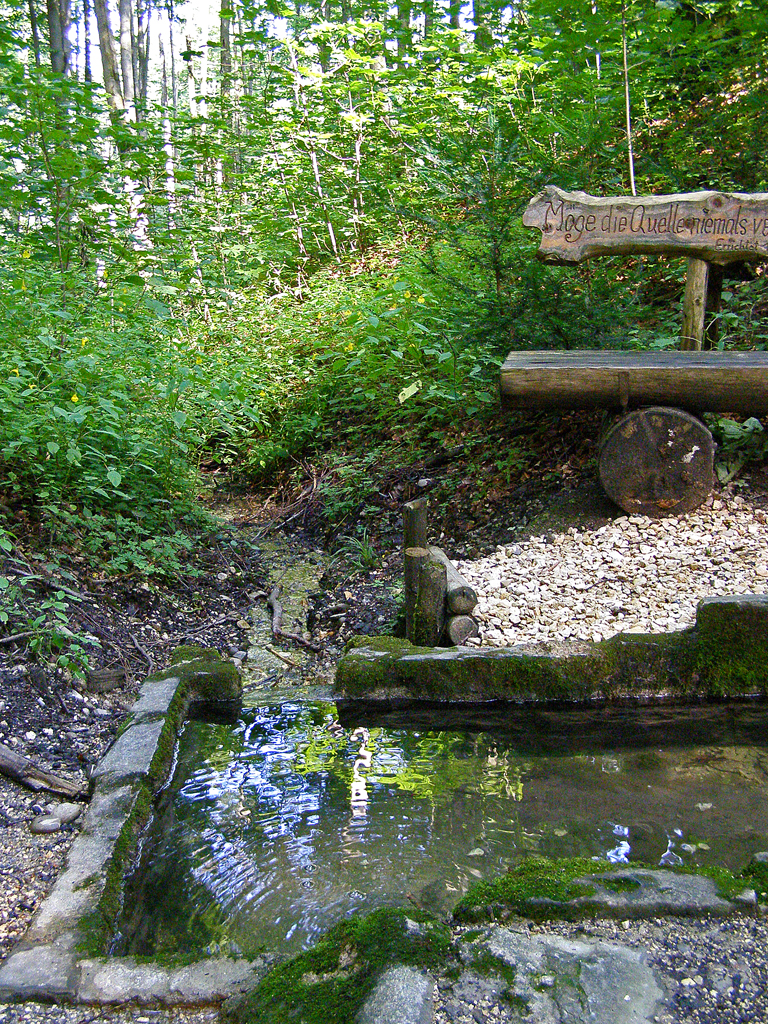
La sorgente presso Erisried

Il fiume, a partire dal ponte della strada circondariale MN 8 fino a sfociare nella Mindel a Offingen, è un corso d'acqua di Secondo Ordine.

## Nomi
I nomi provengono dal celtico, che là significa  kamb o camb come krumm;  Kammlach è anche un corso d'acqua tortuoso. Kammel significa "palude", che a causa degli innumerevoli meandri è anche comprensibile.

## Corso
La sorgente ufficiale della Kammel si trova nella foresta Hochfirst a ovest di Erisried (Comune di Stetten) nel Circondario della Bassa Algovia. Un ulteriore più lungo ramo di sorgente proviene dai pressi di Sontheim.
Verso lo sfocio si dirige sempre a nord, attraverso il comune di Kammlach (che nel suo stemma espone il fiume stilizzato) dapprima ancora in poche anse, quindi da Unterrieden con molti meandri, curve delle rive, zone di letto acciottolato e prati. Proseguendo fluisce libera fino a Krumbach (che anch'esso nel suo stemma espone il fiume stilizzato) e giungendo quindi al suo sfocio nella Mindel.
A nord dello sfocio del Krumbächles nel Kammel, la valle si allarga.
Da Krumbach fino a Ettenbeuren (comune di Kammeltal) le rive sono in parte ancora artificialmente protette (in particolare presso Egenhofen, comune di Kammeltal). Da Ettenbeuren un affluente della Kammel è canalizzato attraverso l'abbazia di Wettenhausen.

## Affluenti
Oltre a Krumbächle ci sono ancora due altri grossi corsi d'acqua che sfociano nella Kammel: 
- l'Haselbach, che sfocia nella Kammel presso Neuburg an der Kammel;
- il Krähenbach, che sfocia nella Kammel presso Ettenbeuren (Kammeltal).

## Località attraversate
Le seguenti località si trovano sulle rive della Kammel (in ordine dalla sorgente allo sfocio, da sud verso nord).
Circondario della Bassa Algovia
- Comune di Kammlach: Ober- und Unterkammlach;
- Comune di Oberrieden: Ober-, Mittel- und Unterrieden;
- Pfaffenhausen (frazione Weilbach);
- Comune di Breitenbrunn: Breitenbrunn e Loppenhausen;

Circondario di Günzburg
- Comune di Aletshausen: Haupeltshofen e Aletshausen;
- Comune di Krumbach;
- Comune di Neuburg an der Kammel;
- Comune di Kammeltal: Keuschlingen, Behlingen, Ried, Egenhofen, Unterrohr, Ettenbeuren, Grünhöfe, Reifertsweiler, Wettenhausen (Abbazia di Wettenhausen), Kleinbeuren e Hammerstetten;
- Comune di Burgau: Nußlachhof, Großanhausen, Ober- und Unterknöringen;
- Comune di Rettenbach: Remshart.

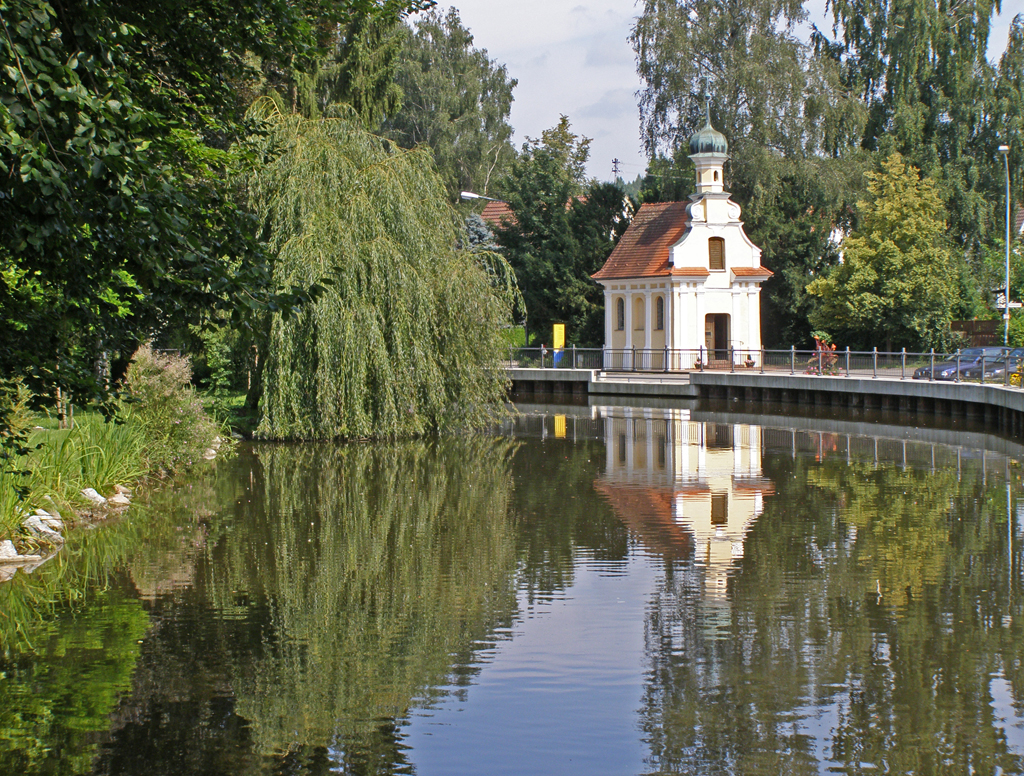
Kammel sbarrato a Krumbach (Mulino inferiore) e Cappella del mulino
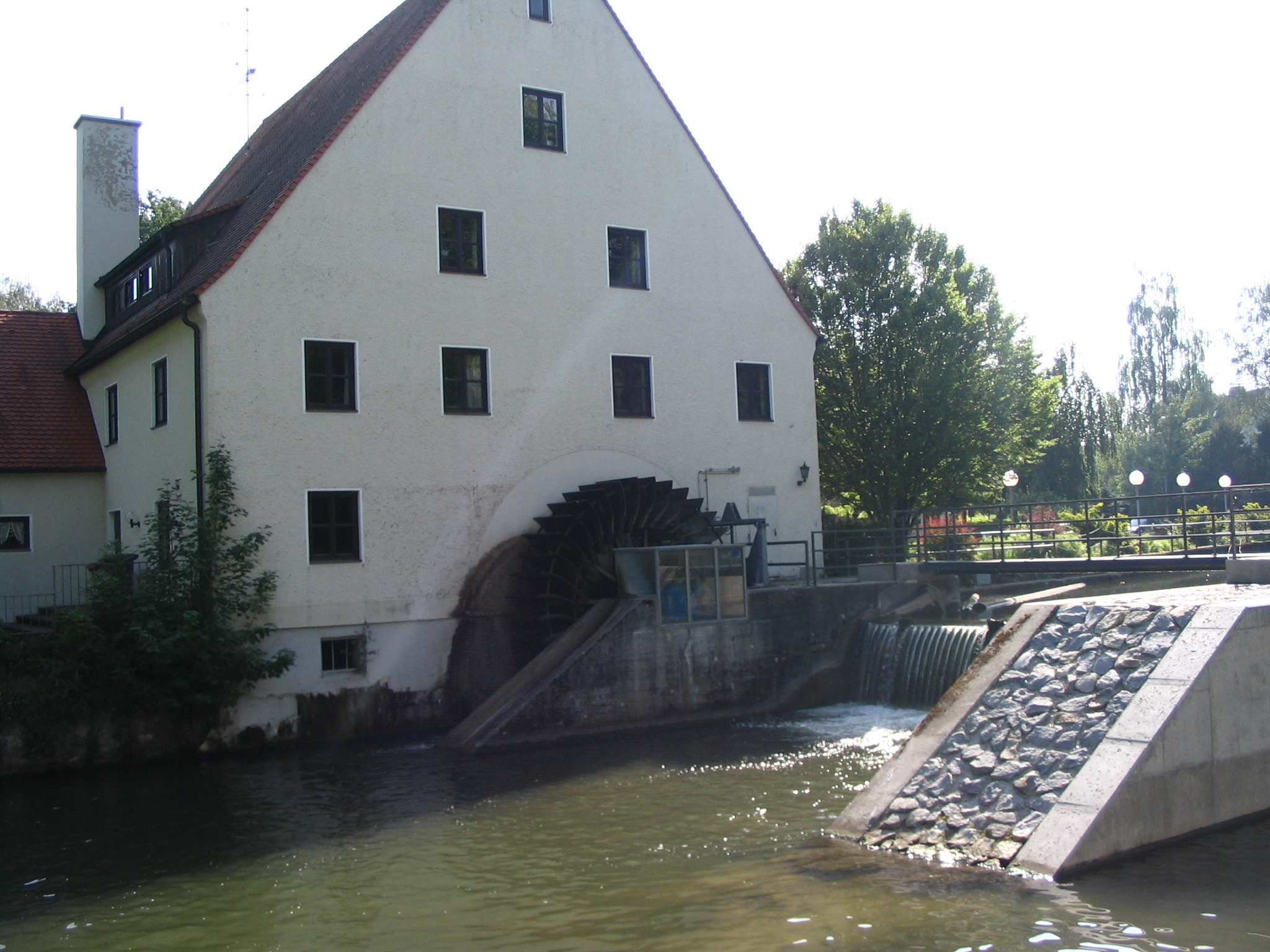
Ex Mulino inferiore a Krumbach, oggi Haus St. Michael
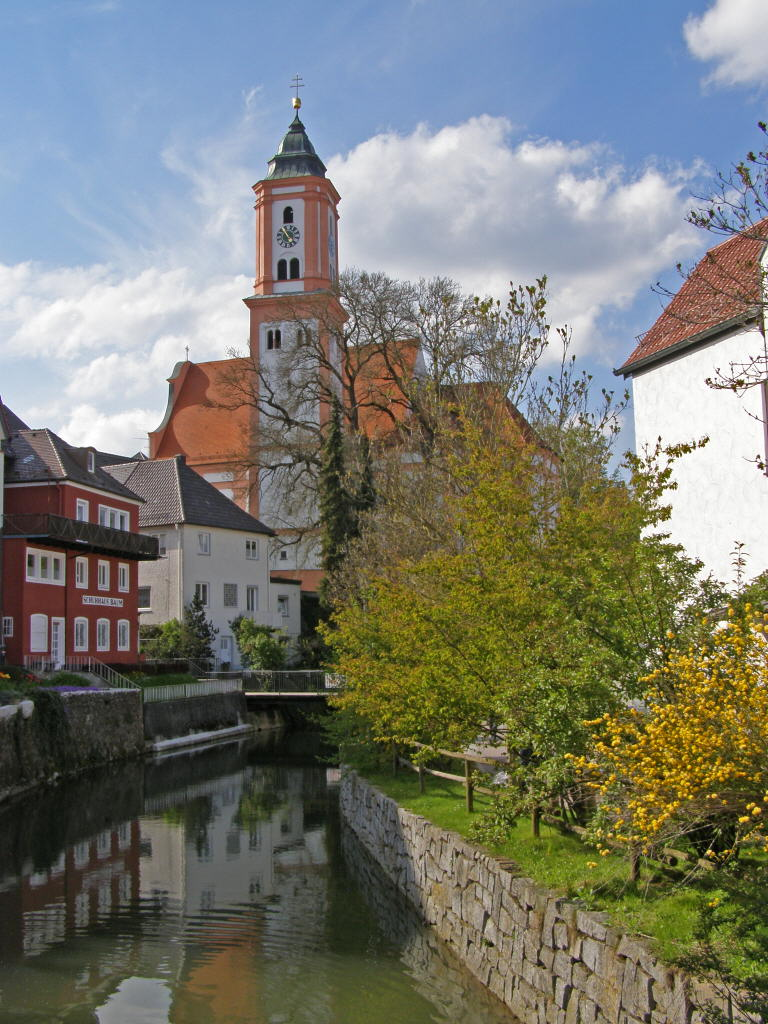
Chiesa parrocchiale della città intitolata a San Michele a Krumbach – in primo piano la Kammel